# Rhinella crucifer
Rhinella crucifer és una espècie de gripau de la família Bufonidae. Es troba al Brasil i possiblement Argentina. El seu hàbitat natural inclou boscos secs tropicals o subtropicals, rius, aiguamolls intermitents d'aigua dolça, jardins rurals i zones prèviament boscoses ara molt degradades. Està amenaçada d'extinció.